# Benny Peiser
Benny Josef Peiser (* 1957 in Haifa, Israel) ist ein Kulturwissenschaftler.

## Ausbildung
Peiser studierte Politikwissenschaft, Anglistik und Sportwissenschaft an der Universität Frankfurt. 1993 promovierte er dort mit einer Untersuchung der historischen, archäologischen und naturgeschichtlichen Probleme der griechischen Achsenzeit am Beispiel der antiken Olympischen Spiele.

## Arbeit
Bis Juli 2010 lehrte Peiser an der Fakultät für Sport- und Trainingswissenschaften der Liverpool John Moores University.
Peiser beschäftigt sich u. a. mit dem Thema Katastrophismus und apokalyptische Weltsichten in der Erd- und Menschheitsgeschichte. Er gehört der Royal Astronomical Society und der britischen Spaceguard-Vereinigung an und beschäftigte sich mit möglichen Folgen von Einschlägen von Meteoriten und weiteren erdnahen Objekten und der Planung von Gegenmaßnahmen. Ferner war er Moderator des Cambridge Conference Network (CCNet), eines Netzwerks von Wissenschaftlern und politisch Interessierten zu den Themen Katastrophismus allgemein und erdnahe Objekte im Speziellen. Wegen seiner Verdienste wurde von der Internationalen Astronomischen Union der Kleinplanet (7107) Peiser nach ihm benannt. Er war von 2011 bis 2016 Mitherausgeber der Zeitschrift Energy and Environment und Berater für die britische Lifeboat Foundation.
Peiser schreibt für Spiked, Novo und das Weblog Die Achse des Guten.
Peiser gilt als Akteur der organisierten Klimaleugnung, der nach eigenen Angaben einen gravierenden Unterschied sieht zwischen der politischen Rhetorik zum Klimawandel, die er als hysterisch und apokalyptisch empfindet, und den Fakten und Maßnahmen. Peiser befürchtet, dass übertriebene Aussagen zu negativen Folgen des Klimawandels eine neue Form des Terrorismus begünstigen könnten. Die globale Erwärmung sei aus britischer Sicht eher vorteilhaft.
2004 kritisierte er den in Science erschienenen Artikel Beyond the Ivory Tower: The Scientific Consensus on Climate Change von Naomi Oreskes, in dem sie die Abstracts von 928 wissenschaftlichen Veröffentlichungen, die das Stichwort „global climate change“ enthielten und ein Peer Review erfolgreich durchlaufen hatten, ausgewertet und einen wissenschaftlichen Konsens zur anthropogenen globalen Erwärmung konstatiert hatte. Peiser gab an, bei einer eigenen Recherche 34 Arbeiten gefunden zu haben, in denen menschliche Aktivitäten als Hauptursache des Klimawandels bezweifelt oder zurückgewiesen würden, forderte Science in zwei Briefen auf, den Artikel von Oreskes zurückzuziehen, und protestierte öffentlich, als sich Science weigerte, seine Stellungnahme abzudrucken. 2006 nahm er die wesentlichen Punkte seiner Kritik an Oreskes zurück und konnte auf Nachfrage nur eine einzige klimaskeptische wissenschaftliche Arbeit nennen, die seiner Meinung nach relevant sei.
Seit 2009 ist Peiser Direktor der Global Warming Policy Foundation, einer Denkfabrik, die die menschengemachte Erderwärmung bestreitet. Im Zusammenhang mit dem Hackerzwischenfall am Klimaforschungszentrum der University of East Anglia wurde er am 1. März 2010 vom Wissenschaftsausschuss des House of Commons angehört.
Peiser trat zweimal als Redner auf der Klimawandelkonferenz des Heartland Institute auf. Kritiker werfen ihm fehlende Qualifikation auf dem Gebiet der Klimatologie vor.

## Veröffentlichungen
- Post-Mycenaean Greek History Begins in the 6th Century BCE. In: Milton Zysman & Clark Whelton (Hrsg.): Catastrophism 2000: A sourcebook for the conference Reconsidering Velikovsky. August 17–19, 1990, University of Toronto. Heretic Press, Toronto 1990, ISBN 1-895416-00-0, S. 265 ff.
- Das dunkle Zeitalter Olympias. Kritische Untersuchung der historischen, archäologischen und naturgeschichtlichen Probleme der griechischen Achsenzeit am Beispiel der antiken Olympischen Spiele. Lang, Frankfurt [u. a.] 1993, ISBN 3-631-46522-X
- mit Trevor Palmer & Mark E. Bailey (Hrsg.): Natural Catastrophes During Bronze Age Civilizations. Archaeological, Geological and Astronomical Perspectives. Archaeopress, 1998, ISBN 0-86054-916-X
- Climate Change and Civilisation Collapse. (PDF) Ehemals im Original (nicht mehr online verfügbar); abgerufen am 18. März 2022. (Seite nicht mehr abrufbar. Suche in Webarchiven) In: Kendra Okonski (Hrsg.): Adapt or Die: The science, politics and economics of climate change. Profile Books, London 2003, ISBN 1-86197-795-6, S. 191–201
- mit Michael Paine: The frequency and consequences of cosmic impacts since the demise of the dinosaurs. In: Ray P. Norris & Frank H. Stootman (Hrsg.): Bioastronomy 2002: Life among the Stars. Astronomical Society of the Pacific, Sydney 2004, ISBN 1-58381-171-0, S. 214–226 (PDF; 243 KB)
- mit Thomas Reilly: Environmental factors in the summer Olympics in historical perspective. In: Journal of Sports Science. 22, 10, 2004, S. 981–1002 doi:10.1080/02640410400000298
- From Genocide to Ecocide: The Rape of Rapa Nui. In: Energy & Environment. Vol. 16, No. 3&4, 2005, S. 513–539 (PDF)
- Cultural aspects of neo-catastrophism: Implications for archaeoastronomy. In: John W. Fountain & Rolf M. Sinclair (Hrsg.): Current Studies in Archaeoastronomy. The Carolina Academic Press Press, Durham 2005, ISBN 0-89089-771-9, S. 25–37
- mit Thomas Reilly: Seasonal variations in health-related human physical activity. In: Sports Medicine. Vol 36, Issue 6, 2006, doi:10.2165/00007256-200636060-00002, S. 473–485
- mit Andrew J. Ball & Simon P. Kelley: Near Earth Objects and the Impact Hazard. Open University, Milton Keynes 2006, ISBN 0-7492-1434-1
- mit Thomas Reilly, Greg Atkinson, Barry Drust & Jim Waterhouse: Seasonal changes and physiological responses: Their impact on activity, health, exercise and athletic performance. In: International SportMed Journal. Vol. 7, No. 1, 2006, S. 16–32
- mit Barry W. Brook, David M. J. S. Bowman, David A. Burney, Timothy F. Flannery, Michael K. Gagan, Richard Gillespie, Christopher N. Johnson, Peter Kershaw, John W. Magee, Paul S. Martin, Gifford H. Miller, & Richard G. Roberts: Would the Australian megafauna have become extinct if humans had never colonised the continent? Comments on “A review of the evidence for a human role in the extinction of Australian megafauna and an alternative explanation” by S. Wroe and J. Field. In: Quaternary Science Reviews. Vol. 26, Issues 1–2, doi:10.1016/j.quascirev.2006.10.008, 2007, S. 560–564
- IPCC: The only game in town? In: Energy & Environment. Vol. 18, No. 7&8, Dezember 2007, doi:10.1260/095830507782616850, S. i-iv
- Seasonal Affective Disorder and Exercise Treatment. A Review. In: Biological Rhythm Research. Vol. 40, Issue 1, 2009, doi:10.1080/09291010802067171, S. 85–97